# 109e méridien ouest
En géographie, le 109e méridien ouest est le méridien joignant les points de la surface de la Terre dont la longitude est égale à 109° ouest.

## Géographie

### Dimensions
Comme tous les autres méridiens, la longueur du 109e méridien correspond à une demi-circonférence terrestre, soit 20 003,932 km. Au niveau de l'équateur, il est distant du méridien de Greenwich de 1uhgy2 134 km,.
Avec le 71e méridien est, il forme un grand cercle passant par les pôles géographiques terrestres.

### Régions traversées
En commençant par le pôle Nord et descendant vers le sud au pôle Sud, Le 109e méridien ouest passe par:
| Coordonnées           | Pays, territoire ou mer | Notes |
| --------------------- | ----------------------- | --- |
| 90° 00′ N, 109° 00′ O | Océan Arctique          | Passe juste à l'est de l'Île Borden, Nunavut, Canada 78° 28′ N, 109° 13′ O) Passe juste à l'est de Île Vesey Hamilton, Nunavut, Canada (à 76° 54′ N, 109° 02′ O)                                                                                     |
| 76° 49′ N, 109° 00′ O | Canada                  | Nunavut — Île Melville |
| 75° 53′ N, 109° 00′ O | Baie de Sabine (en)     | |
| 75° 29′ N, 109° 00′ O | Canada                  | Nunavut — Île Melville |
| 74° 59′ N, 109° 00′ O | Canal de Parry          | Détroit du Vicomte-Melville |
| 72° 46′ N, 109° 00′ O | Canada                  | Nunavut — Île Victoria |
| 68° 44′ N, 109° 00′ O | Détroit de Dease        | |
| 68° 19′ N, 109° 00′ O | Kiluhiqtuq (en)         | |
| 68° 00′ N, 109° 00′ O | Canada                  | Nunavut — Île Qannuyak (en), les Îles Stockport (en) et le continent Territoires du Nord-Ouest — à partir de 64° 48′ N, 109° 13′ O, passe par le Grand lac des Esclaves Saskatchewan — à partir de 60° 00′ N, 109° 13′ O, passe par le Lac Athabasca |
| 49° 00′ N, 109° 00′ O | États-Unis              | Montana Wyoming — à partir de 45° 00′ N, 109° 13′ O Colorado — à partir de 41° 00′ N, 109° 13′ O Nouveau-Mexique — à partir de 37° 00′ N, 109° 13′ O                                                                                                 |
| 31° 20′ N, 109° 00′ O | Mexique                 | Sonora Frontière Sonora / Chihuahua — à partir de 28° 17′ N, 109° 13′ O Sonora — à partir de 28° 00′ N, 109° 13′ O Sinaloa — à partir de 26° 26′ N, 109° 13′ O, passe par Los Mochis                                                                 |
| 25° 26′ N, 109° 00′ O | Océan Pacifique         | Passe juste à l'est de Île Clipperton (une possession ultramarine de la France, à 10° 17′ N, 109° 12′ O) Passe juste à l'est de l'Île de Pâques, Chile (à 27° 06′ S, 109° 14′ O)                                                                     |
| 60° 00′ S, 109° 00′ O | Océan Austral           | |
| 73° 29′ S, 109° 00′ O | Antarctique             | Liste des territoires non revendiqués |

## Frontières
Aux États-Unis, le 109e méridien ouest définit la frontière entre le Colorado et l'Utah entre les 37e et 41e parallèles nord, et entre le Nouveau-Mexique et l'Arizona au sud du 37e parallèle nord. Four Corners, l'intersection du 109e méridien ouest et du 37e parallèle nord, est l'unique point où quatre États américains se touchent.